# Sauli Tiilikainen
Sauli Ilari Tiilikainen, född 7 december 1952 i Valkeakoski, är en finländsk operasångare (baryton). 
Tiilikainen har studerat vid Sibelius-Akademin för bland andra Matti Tuloisela och avlade kantororganistexamen 1976, sånglärarexamen 1979 och diplomexamen i sång 1980, varpå följde fortsatta studier i Wien och New York. År 1981 erhöll han andra pris i sångtävlingen i Villmanstrand och tredje pris i Hugo Wolf-tävlingen i Wien, samma år höll han debutkonserter i Helsingfors och Wien. Sedan 1982 är han engagerad vid Finlands nationalopera, där han hör till de ledande krafterna. Han har deltagit i operans gästspel i Centraleuropa, USA och Sankt Petersburg. Repertoaren omfattar de ledande barytonrollerna av bland andra Wolfgang Amadeus Mozart, Gioacchino Rossini, Giuseppe Verdi, Richard Strauss och Giacomo Puccini, i Erik Bergmans Det sjungande trädet utförde han narrens roll. Han har även framträtt som orkestersolist och i televisionen samt spelat in åtskilliga skivor. 